# Cratere San Juan
San Juan  è un cratere sulla superficie di Marte.